# Marchaprima
Marcha Prima (en francès Marcheprime) és un municipi francès situat al departament de la Gironda i a la regió de la Nova Aquitània.

## Demografia
| 1962                                       | 1968 | 1975  | 1982  | 1990  | 1999  | 2007  |
| ------------------------------------------ | ---- | ----- | ----- | ----- | ----- | ----- |
| 892                                        | 947  | 1.256 | 1.388 | 2.420 | 3.486 | 3.801 |
| Des de 1962: població sense dobles comptes |      |       |       |       |       |       |

## Administració
| Període   | Identitat      | Partit |
| --------- | -------------- | ------ |
| 1946-1958 | René Delest    |        |
| 1958-1965 | Gérard Delest  |        |
| 1965-1969 | Daniel Brettes |        |
| 1969-1995 | Gaston Flament | PS     |
| 1995-1997 | Serge Trut     | RPR    |
| 1997-     | Serge Baudy    | RDG    |

## Història
El 1903 es va instal·lar un aeròdrom a la Crotz d'Hins per iniciativa de Louis Blériot i Gabriel Voisin, i s'hi van fer diversos vols de prova. Tanmateix, el 4 de gener de 1910 el cèlebre escultor i aviador Léon Delagrange hi va morir als 37 anys durant un vol d'entrenament. L'aeròdrom fou abandonat el 1920 i al seu lloc s'hi instal·là l'emissora Radio Bordeaux Lafayette.